# Ralf van Bühren

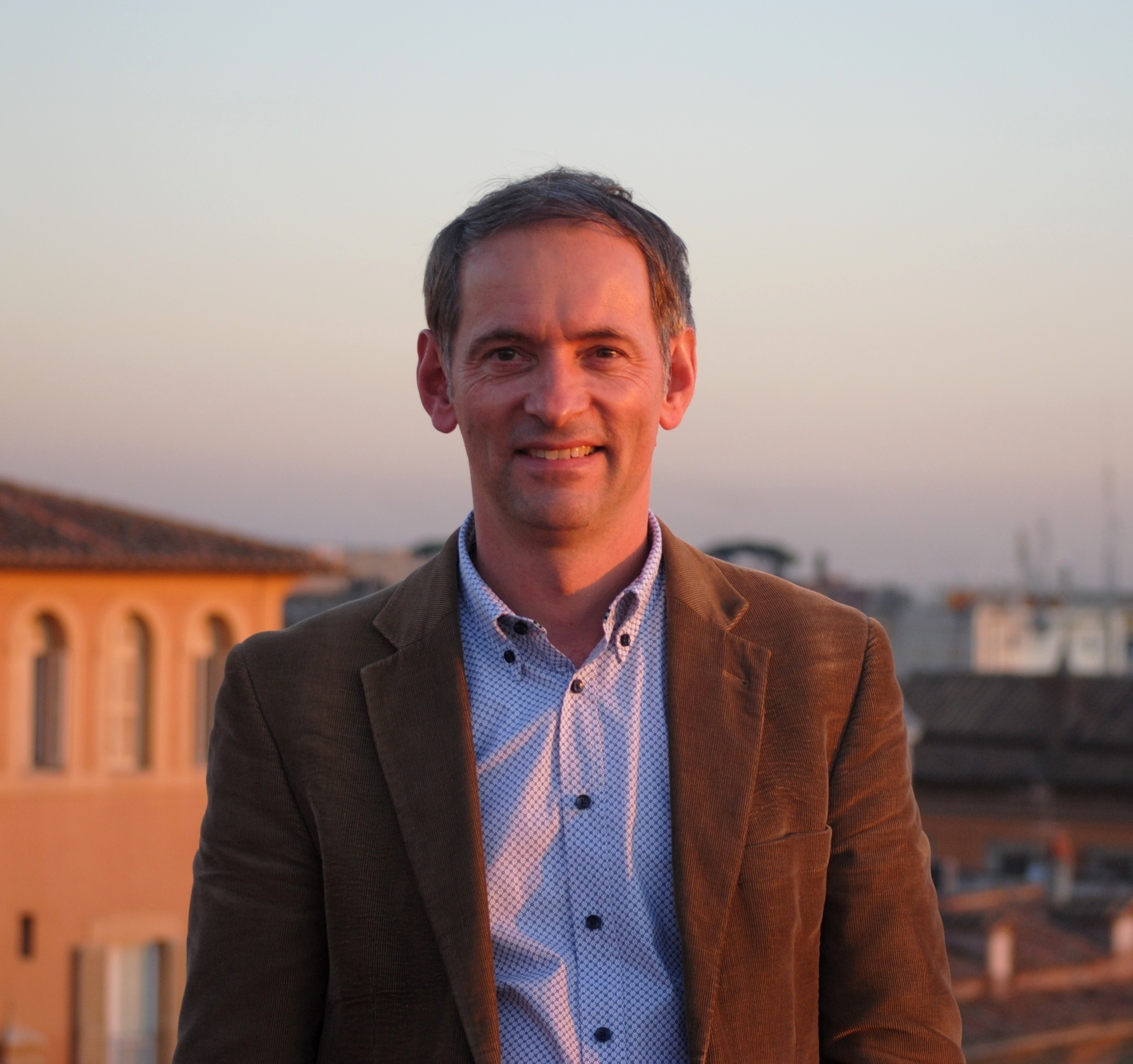
Ralf van Bühren, Dachterrasse des Palazzo dell’Apollinare, Päpstliche Universität Santa Croce

Ralf van Bühren (* 3. Februar 1962 in Bad Kreuznach) ist ein deutscher Kunsthistoriker und Kirchenhistoriker. Er lehrt Kunstgeschichte, Visuelle Kommunikation und Kirchenbaugeschichte an den Fakultäten für Kommunikation und Theologie der Päpstlichen Universität Santa Croce in Rom, außerdem am römischen Campus der US-amerikanischen University of St. Thomas (Minnesota) sowie an der Päpstlichen Universität Gregoriana in Rom.
Seine Forschung und Lehre betreffen generell den Kirchenbau und die christliche Kunst des 4. bis 21. Jahrhunderts, speziell die visuelle Bildrhetorik in Neuzeit und Moderne sowie den Liturgieraum nach den Konzilien von Nicäa II (787), Trient (1545‒1563) und Vatikanum II (1962‒1965), außerdem die medienwissenschaftlichen Aspekte der Kunstgeschichte und die hermeneutische Problematik der biblischen und liturgischen Ikonographie. 

## Werdegang
Nach Abitur 1982 am Max-Planck-Gymnasium und Zivildienst von 1983 bis 1984 im Krankenhaus der Barmherzigen Brüder in Trier studierte Ralf van Bühren von 1984 bis 1991 Kunstgeschichte, Klassische Archäologie und Philosophie an der Universität Trier und der Universität München. 1988 konvertierte er in München zur römisch-katholischen Kirche.
An der Universität zu Köln wurde van Bühren 1994 in Kunstgeschichte promoviert. Seine Dissertation, die 1998 unter dem Titel Die Werke der Barmherzigkeit in der Kunst des 12.–18. Jahrhunderts. Zum Wandel eines Bildmotivs vor dem Hintergrund neuzeitlicher Rhetorikrezeption publiziert wurde, legte eine umfassende Bearbeitung der Ikonographie der Barmherzigkeitswerke vor. Die Studie analysiert den Einfluss der Rhetoriklehre und Kunsttheorie auf die Entfaltung eines persuasiven Darstellungsmodus der Bilder im Kontext wirtschafts- und religionsgeschichtlicher Veränderungen während der Renaissance- und Barockzeit sowie im Blick auf Publikum, Auftraggeber und Künstler. Als wesentliche Elemente dieser neuzeitlichen Bildrhetorik gelten der detailreiche Erzählstil und kompositionelle Betrachterbezug.
Von 1992 bis 1995 war van Bühren als Pädagogischer Mitarbeiter im Museumsdienst Köln am Wallraf-Richartz Museum und am Museum Ludwig in Köln tätig, in der EDV-gestützten, wissenschaftlichen Dokumentation des Bildarchivs Foto Marburg der Universität Marburg und als freier Mitarbeiter für Kirchenraumpädagogik des Domforum am Kölner Dom und den zwölf romanischen Kirchen in Köln.
Von 1996 bis 1998 leitete Ralf van Bühren das Lektorat im Verlag Schnell & Steiner in Regensburg, dessen Gründer Hugo Schnell und Johannes Steiner 1934 erstmals die „Kleinen Kunstführer“ verlegten, die heute mit über 70 Millionen Exemplaren von mehr als 3.100 Titeln die größte Kunstführerreihe dieser Art in Europa sind.
An der Theologischen Fakultät der Päpstlichen Universität Santa Croce in Rom wurde Ralf van Bühren 2006 in Kirchengeschichte promoviert. Unter dem Titel Kunst und Kirche im 20. Jahrhundert. Die Rezeption des Zweiten Vatikanischen Konzils erschien seine Dissertation 2008 in der Reihe Konziliengeschichte, der umfassendsten Neudarstellung der Konzilien- und Synodalgeschichte von der Spätantike bis zur Moderne, die Walter Brandmüller 1979 begründete und bis 2008 herausgab. Das Geleitwort des Buchs verfasste Friedhelm Hofmann, Bischof von Würzburg (2004–2017) und damaliges Mitglied der Päpstlichen Kommission für die Kulturgüter der Kirche sowie der Kommission für Fragen der Wissenschaft und Kultur der Deutschen Bischofskonferenz.
Seit 2006 lehrt van Bühren Kunstgeschichte und Kirchenbaugeschichte an der Päpstlichen Universität Santa Croce, die von der katholischen Personalprälatur Opus Dei geleitet wird. Seine Forschungsschwerpunkte und Lehrveranstaltungen an der Kommunikationsfakultät sind Architektur und Kunst als Kommunikationsmittel, an der Theologischen Fakultät Liturgische Kunst von der Antike bis zur Gegenwart und Christliche Kunstgeschichte. Diese Fächer zählen an deutschen Universitäten meist nicht zum pflichtmäßigen Lehrprogramm des Theologiestudiums, obwohl das Zweite Vatikanische Konzil die Einbeziehung von Kunst in die kirchlichen Studien gewollt hat. Diesem Defizit in der theologischen Ausbildung versucht das Lehrangebot der Universität Santa Croce entgegenzuwirken.
Seine englischsprachigen Vorlesungen (Christian Art and Architecture in Rome. From Antiquity to the Present) sind offen für Studenten internationaler Universitäten.
In Lehrveranstaltungen zur Kommunikation zeigt van Bühren die Relevanz der Kunstgeschichte für den Kulturjournalismus, für die Öffentlichkeitsarbeit (Public Relations, PR) und Medienpräsenz der Kirche sowie für die journalistische Kommunikation über den Glauben auf.
Von 2014 bis 2022 war van Bühren ein Berater des Päpstlichen Rats für die Kultur. Seit 2014 arbeitet er im Editorial Board der Zeitschrift “Church, Communication and Culture”, die einem Peer-Review-Verfahren unterliegt und bei Routledge (Taylor & Francis Group) online publiziert wird. 
Ralf van Bühren ist Mitglied der Medieval Academy of America (Cambridge, MA), des International Center of Medieval Art (New York), der Gesellschaft für Konziliengeschichtsforschung (Wien, Rom, Bamberg) und der Görres-Gesellschaft (Römisches Institut).

## Forschungsschwerpunkte
- Christliche Kunstgeschichte
- Liturgische Kunst
- Rhetorik und Kunst
- Kunstgeschichte und Visuelle Kommunikation
- Biblische Ikonographie
- Kunst und Kirche im 20.–21. Jahrhundert

## Veröffentlichungen (Auswahl)
- The invisible divine in the history of art. Is Erwin Panofsky (1892–1968) still relevant for decoding Christian iconography?, zusammen mit Maciej Jan Jasiński, in Church, Communication and Culture 9 (2024), S. 1–36. DOI:10.1080/23753234.2024.2322546.
- Revelation in the Visual Arts, in The Oxford Handbook of Divine Revelation, hrsg. von Balázs M. Mezei, Francesca Murphy und Kenneth Oakes, Oxford University Press, New York / Oxford 2021, S. 622–640 - Volltext teils ONLINE
- Tourism, religious identity and cultural heritage, hrsg. zusammen mit Lorenzo Cantoni und Silvia De Ascaniis, in Church, Communication and Culture 3 (2018), S. 195–418
- Caravaggio’s ‘Seven Works of Mercy’ in Naples. The relevance of art history to cultural journalism, in Church, Communication and Culture 2 (2017), S. 63–87
- Kirchenbau in Renaissance und Barock. Liturgiereformen und ihre Folgen für Raumordnung, liturgische Disposition und Bildausstattung nach dem Trienter Konzil, in: Operation am lebenden Objekt. Roms Liturgiereformen von Trient bis zum Vaticanum II, hrsg. von Stefan Heid, Berlin 2014 (ISBN 978-3-95410-032-3), S. 93–119 (Volltext online).
- “Porta fidei salutisque”. Der Bildzyklus der romanischen Türflügel in St. Maria im Kapitol zu Köln, in: Anuario de Historia de la Iglesia 22, 2013, S. 175–189 - Volltext online
- Kunst und Kirche in der Lehre des Zweiten Vatikanischen Konzils, dreiteilige Serie in: L’Osservatore Romano. Wochenausgabe in deutscher Sprache, Teil I am 8. Februar 2013, S. 6; Teil II am 15. Februar 2013, S. 6; Teil III am 22. Februar 2013, S. 6 - Volltext online
- Los Papas y los artistas modernos. La renovación de la actividad pastoral con los artistas después del Concilio Vaticano II (1962–1965), Ediciones Promesa, San José (Costa Rica) 2012, ISBN 978-9968-41-216-2 - Englisches Abstract
- Papst Benedikt XVI. im Dialog mit Künstlern. Zur pastoralen Bedeutung des Künstlertreffens in der Sixtinischen Kapelle am 21. November 2009 im Kontext der modernen Kirchengeschichte, in: Annales theologici 25, 2011, S. 305–315 - Volltext online
- Sakralkunst und Moderne. Versuch einer Bilanz aus Sicht des katholischen Lehramts im 20. und 21. Jahrhundert, in: Sakralität und Moderne, hrsg. von Hanna-Barbara Gerl-Falkovitz, Hawel Verlag, Dorfen (München) 2010, S. 231–330, ISBN 978-3-9810376-5-4
- Akten, Dekrete und Tagebücher als Konzilsquellen. Symposium der Internationalen Gesellschaft für Konziliengeschichtsforschung in Esztergom, 16.–20. September 2010, in: Annuarium Historiae Conciliorum 42, 2010, S. 1–6
- Moderner Kirchenbau als Bedeutungsarchitektur. Die Lichtkonzeption Dominikus Böhms (1880–1955) als Ausdruck einer mystagogischen Raumidee, in: »Liturgie als Bauherr«? Moderne Sakralarchitektur und ihre Ausstattung zwischen Funktion und Form, hrsg. von Hans Körner und Jürgen Wiener, Klartext Verlag, Essen 2010, S. 241–256, ISBN 978-3-8375-0356-2 / Volltext online
- Spiritualität des Irdischen. Die weltanschauliche Botschaft im Werk von Joseph Beuys (1921–1986), in: Sakralität und Moderne, hrsg. von Hanna-Barbara Gerl-Falkovitz, Hawel Verlag, Dorfen (München) 2010, S. 197–230, ISBN 978-3-9810376-5-4
- Paul VI. und die Kunst. Die Bedeutung des Montini-Pontifikates für die Erneuerung der Künstlerpastoral nach dem Zweiten Vatikanischen Konzil, in: Forum Katholische Theologie 24, 2008, S. 266–290
- Kunst und Kirche im 20. Jahrhundert. Die Rezeption des Zweiten Vatikanischen Konzils (Konziliengeschichte, Reihe B: Untersuchungen), Verlag Ferdinand Schöningh, Paderborn 2008, ISBN 978-3-506-76388-4 - Verlagsinformation und Rezension in „Das Münster“ 2009 sowie in „Theologie.Geschichte“ 2008
- Die Werke der Barmherzigkeit in der Kunst des 12.–18. Jahrhunderts. Zum Wandel eines Bildmotivs vor dem Hintergrund neuzeitlicher Rhetorikrezeption (Studien zur Kunstgeschichte, 115), Georg Olms Verlag, Hildesheim / Zürich / New York 1998, ISBN 3-487-10319-2 - Deutsches und englisches Abstract